# Matthew Tegenkamp

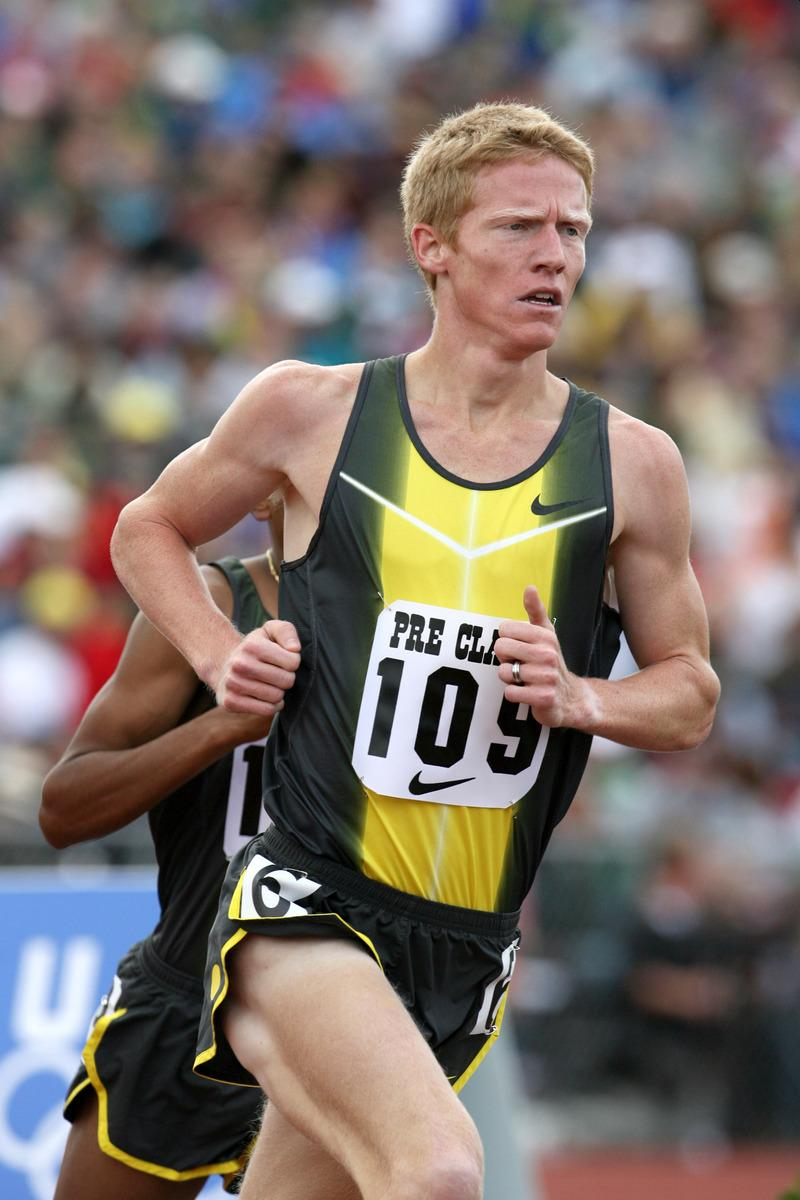
Matthew Tegenkamp 2007

Matthew „Matt“ Tegenkamp (* 19. Januar 1982 in Lee’s Summit) ist ein US-amerikanischer Langstreckenläufer.
2001 wurde er US-Juniorenmeister im Crosslauf und wurde beim Juniorenrennen der Crosslauf-Weltmeisterschaften Fünfter.
2006, 2007 und 2008 wurde er US-Vizemeister im 5000-Meter-Lauf. 2007 wurde er nationaler Hallenmeister im 3000-Meter-Lauf, stellte mit 8:07,07 min einen US-Rekord über zwei Meilen (3218 Meter) auf und wurde über 5000 m Vierter bei den Leichtathletik-Weltmeisterschaften in Osaka.
2008 verteidigte er seinen US-Hallentitel über 3000 m und kam bei den Olympischen Spielen in Peking über 5000 m auf den 13. Platz.
2009 wurde er über 5000 m US-Meister und Achter bei den Weltmeisterschaften in Berlin.
Tegenkamp ist 1,85 m groß und wiegt 66 kg. Er absolvierte an der University of Wisconsin ein Studium der Humanökologie. Seit dem Oktober 2006 ist er verheiratet. Er lebt in Portland (Oregon), wird von Jerry Schumacher trainiert und startet für den Oregon Track Club.

## Persönliche Bestzeiten
- 1500 m: 3:34,25 min, 2. Juli 2007, Athen
- 1 Meile: 3:56,38 min, 6. Mai 2006, Madison
- 3000 m: 7:34,98 min, 20. August 2006, Monaco
  - Halle: 7:40,25 min, 9. Februar 2007, Fayetteville
- 2 Meilen: 8:07,07 min, 10. Juni 2007, Eugene
- 5000 m: 12:58,56 min, 4. September 2009, Brüssel